# Пісняр вогнистоволий
Пісняр вогнистоволий (Oreothlypis gutturalis) — вид горобцеподібних птахів родини піснярових (Parulidae). Поширений у Центральній Америці.

## Поширення
Вид є ендеміком Таламанканських гірських лісів в Коста-Риці та на заході Панами. Трапляється в кронах, узліссях і галявинах, як правило, від 2100 м над рівнем моря до межі лісу.

## Опис
Птах має довжину 12 см і важить 10 г. Верхня частина шиферно-сірого кольору, з чорним на спині і навколо очей. Він має червоне горло та груди, які контрастують із білуватим животом. Статі майже ідентичні, але чорна маска у самців більша.